# Miyu Nagasaki
Miyu Nagasaki –en japonés, 長﨑美柚, Nagasaki Miyu– (Ebina, 15 de junio de 2002) es una deportista japonesa que compite en tenis de mesa. Ganó una medalla de bronce en el Campeonato Mundial de Tenis de Mesa de 2023, en el torneo de dobles.

## Palmarés internacional
| Campeonato Mundial | Campeonato Mundial | Campeonato Mundial | Campeonato Mundial |
| Año                | Lugar              | Medalla            | Prueba             |
| ------------------ | ------------------ | ------------------ | ------------------ |
| 2023               | Durban (Sudáfrica) | Medalla de bronce  | Dobles             |